# Nicolás Pasquet
Nicolás Pasquet (Montevideo, 1958) es un director de orquesta y profesor universitario uruguayo.

## Biografía
Pasquet estudió violín y dirección primero en la Escuela Universitaria de Música de Montevideo y luego en las academias de música de Stuttgart y Núremberg. En 1984 y 1986 ganó la selección nacional para directores del Consejo Alemán de Música y en 1987 el primer premio en el concurso internacional para directores jóvenes en Besançon.
De 1993 a 1996 dirigió la orquesta sinfónica de Pécs, de 1996 a 2001 la filarmónica de Nuevo Brandenburgo y 2001/2002 (temporalmente) la orquesta filarmónica del teatro estatal de Coburg. 
Inicialmente enseñó dirección en Nuremberg y fue profesor en la Universidad de Música Franz Liszt Weimar desde 1994, de 2006 a 2014 como decano. Ha sido director de la orquesta sinfónica juvenil de Hesse desde 2009. 

## Discografía (selección)
- Ernst Wilhelm Wolf: Cuatro sinfonías, Naxos 2005.
- László Lajtha: Obras orquestales (grabación completa, 7 CD), Marco Polo/Naxos.